# Aberdeen Grammar School
Aberdeen Grammar School és una escola secundària estatal a Aberdeen, Escòcia. És una de les tretze escoles secundàries gestionades pel departament educatiu de l' Ajuntament d'Aberdeen.
És l'escola més antiga de la ciutat i una de les escoles de gramàtica més antigues del Regne Unit, amb una història de més de 750 anys. Fundada cap al 1257, l'any que s'utilitza en els registres oficials de l'escola, va començar a funcionar com a escola de nois. A Skene Street, a prop del centre de la ciutat, es trobava originalment a Schoolhill, prop del lloc on és l'actual Robert Gordon's College. Es va traslladar al seu lloc actual el 1863, i es va convertir en coeducatiu el 1973.
En una enquesta anual realitzada pel diari britànic The Times, l'Aberdeen Grammar va ser classificada com la 15a millor escola secundària estatal escocesa el 2019 i la segona a Aberdeen per darrere de la Cults Academy.
L'antic alumne més notable és Lord Byron, el poeta i escriptor romàntic. Una estàtua seva es va aixecar al pati davanter de l'escola. Altres antics alumnes inclouen el futbolista internacional escocès Russell Anderson, el matemàtic Hector Munro Macdonald, o el jugador d'escacs George Henry Mackenzie.